# 鹿嶌洋起市
鹿嶌洋 起市（かしまなだ きいち、1914年6月27日 - 1947年5月5日）は、茨城県東茨城郡大洗町出身（出生地は台湾台南州）で春日野部屋に所属した大相撲力士。本名は久 起一（きゅう きいち）。最高位は東前頭筆頭。

## 来歴
日本統治時代の台湾・台南州にある南門尋常小学校を卒業して1930年に上京し、浪華商業学校（現・大阪体育大学浪商中学校・高等学校）を経て1930年5月場所で初土俵を踏む。1937年1月場所で十両昇進、1938年5月場所で新入幕を果たし、栃木山守也が興した春日野部屋から初の幕内力士となった。この新入幕の場所では12勝1敗の好成績を挙げ、勝ち越し11点は新入幕の最高成績である。
1939年1月15日（1月場所4日目）、結びの一番を男女ノ川登三と取るために土俵下の力士溜りに控えていたところ、双葉山定次が安藝ノ海節男に敗れて連勝が69で止まった瞬間を目撃した。そしてその2日後、双葉山の連勝後に3つ目の黒星をつけたのが鹿嶌洋で、「打倒双葉」に結束していた出羽一門としては安藝ノ海・両國梶之助に継ぐ殊勲の星となった。1940年5月場所にも双葉山から金星を挙げている。
大関昇進後の双葉山から2勝を挙げた希有な一人で将来を嘱望されたが、非力のために組み止められると外掛けしか技が無く、怪力の力士に苦戦した。さらに稽古中に足を負傷したことも災いして三役に昇進することは無いまま、1947年5月5日の広島巡業中に腹膜炎を患って現役死した。32歳没。

## 人物
肥躯と「消防自動車」の異名を持つ鋭い出足を生かし、右差しで一気に押すか寄る速攻の取り口が特徴で、全盛時代の双葉山から2勝、男女ノ川から1勝するなど上位に対して通用する実力があることを示している。その一方で羽黒山には11戦全敗と全く歯が立たなかった。

## エピソード
- ラジオ中継では地元・大洗の民謡に因んで「水戸を離れて東へ三里、波の花散る鹿嶌洋、さあ立ちました!」と実況された。
- 双葉山を破った1939年1月場所では、東前頭3枚目で8勝5敗と勝ち越した。この場所では西関脇の綾曻が負け越して三役の座が一つ空き、平幕上位が全員負け越しであったことから翌場所の新三役を期待された。しかし、西前頭17枚目でこの場所が13勝（全勝優勝）の出羽湊とどちらを優先するかで番付編成会議の意見が分かれ、師匠である春日野が「（鹿嶌洋は）いつでも三役に上がれるから」と辞退したため、東前頭筆頭にとどまった（出羽湊は小結）。結果的に鹿嶌洋が三役昇進を果たせないまま現役死したことで、春日野はこの時のことを大変後悔したという。なお、この場所の前の1938年5月場所後の花相撲で、五人掛けの途中で双葉山を外掛けで破っている。

## 主な成績
- 通算成績：183勝172敗　勝率.515
- 幕内成績：111勝115敗　勝率.491
- 現役在位：35場所
- 幕内在位：17場所
- 金星：3個（双葉山2個、男女ノ川1個）
- 各段優勝
  - 序二段優勝：1回 (1934年5月場所)

### 場所別成績
| 1930年 （昭和5年） | x                  | x                  | （前相撲）             | （前相撲）         |
| 1931年 （昭和6年） | （前相撲）         | （前相撲）         | 東序ノ口14枚目 2–3     | 東序ノ口14枚目 2–4 |
| 1932年 （昭和7年） | 西序二段26枚目 2–3 | 西序二段26枚目 1–5 | 西序二段36枚目 2–4     | 西序二段36枚目 1–5 |
| 1933年 （昭和8年） | 東序ノ口2枚目 2–4  | x                  | 西序ノ口筆頭 4–2       | x                  |
| 1934年 （昭和9年） | 西序二段16枚目 3–3 | x                  | 西序二段6枚目 優勝 6–0 | x                  |
| 1935年 （昭和10年） | 東三段目11枚目 3–3 | x                  | 東三段目9枚目 5–1      | x                  |
| 1936年 （昭和11年） | 西幕下15枚目 7–4   | x                  | 東幕下7枚目 7–4        | x                  |
| 1937年 （昭和12年） | 東十両12枚目 7–4   | x                  | 東十両7枚目 7–6        | x                  |
| 1938年 （昭和13年） | 東十両4枚目 11–2   | x                  | 東前頭14枚目 12–1      | x                  |
| 1939年 （昭和14年） | 東前頭3枚目 8–5 ★  | x                  | 東前頭筆頭 6–9 ★       | x                  |
| 1940年 （昭和15年） | 西前頭7枚目 6–9    | x                  | 西前頭9枚目 7–8 ★      | x                  |
| 1941年 （昭和16年） | 東前頭12枚目 10–5  | x                  | 東前頭3枚目 5–10       | x                  |
| 1942年 （昭和17年） | 西前頭9枚目 7–8    | x                  | 西前頭7枚目 8–7        | x                  |
| 1943年 （昭和18年） | 東前頭6枚目 5–10   | x                  | 西前頭13枚目 7–8       | x                  |
| 1944年 （昭和19年） | 東前頭13枚目 8–7   | x                  | 西前頭7枚目 5–5        | 西前頭5枚目 4–6    |
| 1945年 （昭和20年） | x                  | x                  | 東前頭7枚目 6–1        | 東前頭2枚目 4–6    |
| 1946年 （昭和21年） | x                  | x                  | x                      | 西前頭4枚目 3–10   |
| 各欄の数字は、「勝ち-負け-休場」を示す。 優勝 引退 休場 十両 幕下 三賞：敢=敢闘賞、殊=殊勲賞、技=技能賞 その他：★=金星 番付階級：幕内 - 十両 - 幕下 - 三段目 - 序二段 - 序ノ口 幕内序列：横綱 - 大関 - 関脇 - 小結 - 前頭（「#数字」は各位内の序列） |                    |                    |                        |                    |

- 1947年6月場所前に死去

### 幕内対戦成績
| 力士名   | 勝数 | 負数 | 力士名   | 勝数 | 負数 | 力士名   | 勝数 | 負数 | 力士名 | 勝数 | 負数 |
| -------- | ---- | ---- | -------- | ---- | ---- | -------- | ---- | ---- | ------ | ---- | ---- |
| 愛知山   | 0    | 1    | 青葉山   | 3    | 1    | 旭川     | 4    | 1    | 葦葉山 | 0    | 1    |
| 東冨士   | 0    | 1    | 有明     | 5    | 0    | 大岩山   | 1    | 0    | 大潮   | 4    | 2    |
| 大浪     | 2    | 3    | 大ノ森   | 1    | 1    | 小戸ヶ岩 | 1    | 0    | 海光山 | 1    | 0    |
| 鏡岩     | 0    | 2    | 柏戸     | 2    | 3    | 桂川     | 1    | 1    | 金湊   | 2    | 0    |
| 神風     | 1    | 5    | 清美川   | 2    | 1    | 九ヶ錦   | 6    | 5    | 九州錦 | 1    | 1    |
| 源氏山   | 1    | 0    | 高津山   | 3    | 1    | 小嶋川   | 2    | 0    | 小松山 | 4    | 2    |
| 佐賀ノ花 | 5    | 5    | 佐渡ヶ嶋 | 1    | 0    | 鯱ノ里   | 4    | 2    | 楯甲   | 5    | 0    |
| 玉ノ海   | 5(1) | 5    | 鶴ヶ嶺   | 7    | 2    | 照國     | 0    | 4    | 輝昇   | 1    | 2    |
| 十勝岩   | 0    | 1    | 土州山   | 1    | 0    | 巴潟     | 1    | 0    | 名寄岩 | 1    | 10   |
| 羽黒山   | 0    | 11   | 盤石     | 3    | 4    | 番神山   | 1    | 0    | 備州山 | 1    | 0    |
| 常陸海   | 1    | 0    | 二瀬川   | 5    | 4    | 双葉山   | 2    | 7    | 双見山 | 1    | 1    |
| 不動岩   | 0    | 3    | 前田山   | 1    | 4    | 松浦潟   | 3    | 5    | 三根山 | 0    | 3    |
| 緑國     | 0    | 1    | 緑嶋     | 1    | 0    | 男女ノ川 | 1    | 1    | 若潮   | 3    | 1    |
| 若港     | 6    | 6    |          |      |      |          |      |      |        |      |      |

## 改名歴
- 新高山 起市（にいたかやま きいち）：1930年5月場所 - 1933年1月場所
- 鹿嶌洋 起市（かしまなだ - ）：1933年5月場所 - 1945年11月場所
- 鹿島洋 起市（かしまなだ - ）：1945年6月場所
- 鹿嶋洋 起市（かしまなだ - ）：1945年11月場所 - 1946年11月場所